# Disco de Uranio

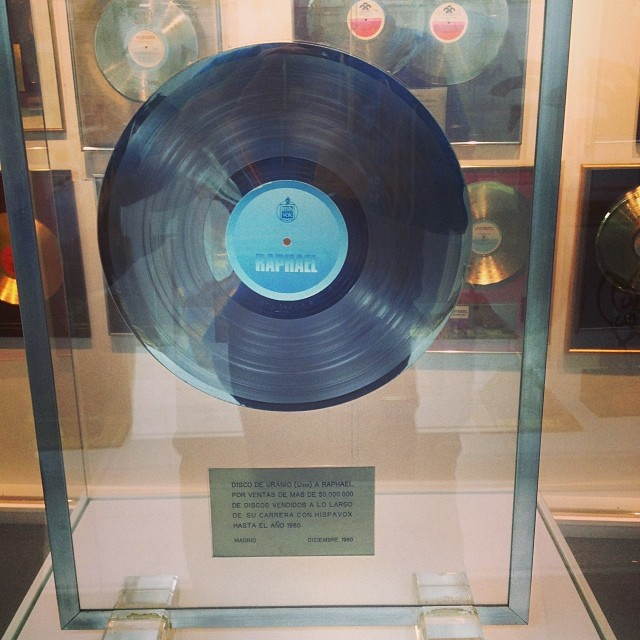
El disco de uranio de Raphael en exhibición.

El Disco de Uranio fue un premio especial otorgado en 1980 por la empresa discográfica española Hispavox en colaboración con Sociedad General de Autores y Editores (SGAE) a Raphael, en reconocimiento a cincuenta millones de copias vendidas en toda su carrera discográfica hasta ese momento.
Existen atribuciones de entrega a otros cuatro artistas más, pero sin ninguna prueba fáctica.